# John Doucette
Pour les articles homonymes, voir Doucette.
John Doucette est un acteur américain, né le 21 janvier 1921 à Brockton, Massachusetts (États-Unis) et mort le 16 août 1994 à Banning (Californie).

## Filmographie
- 1943 : Rencontre à Londres (Two Tickets to London) : Larsen
- 1947 : The Burning Cross (en) : Toby Mason
- 1947 : Et tournent les chevaux de bois (Ride the Pink Horse) : Thug
- 1947 : Road to the Big House (en) : Danny
- 1948 : Le Condamné de la cellule cinq (I Wouldn't Be in Your Shoes) de William Nigh : Prisoner
- 1948 : Train to Alcatraz : McHenry
- 1948 : Pénitencier du Colorado (Canon City), de Crane Wilbur : George Bauer
- 1948 : La Cité de la peur (Station West) : Bartender
- 1948 : In This Corner de Charles Reisner : Dunkle (Jimmy's 'second')
- 1948 : Rogues' Regiment : Foreign Legion recruit found to have Nazi tattoo
- 1949 : The Pilgrimage Play : Lord Zadok
- 1949 : Aventure en Irlande (The Fighting O'Flynn) : Jack
- 1949 : Pour toi j'ai tué (Criss Cross) : Walt
- 1949 : La Dernière charge (Outpost in Morocco) : Card-playing soldier
- 1949 : Le passé se venge (The Crooked Way), de Robert Florey : Sgt. Barrett
- 1949 : Red Stallion in the Rockies (it)
- 1949 : Les Hommes chauve-souris (Batman and Robin) : Henchman
- 1949 : Le Démon de l'or (Lust for Gold) de S. Sylvan Simon : Man in barber shop
- 1949 : Le Rebelle (The Fountainhead) : Gus Webb (associate designer of Cortlandt)
- 1949 : Le Livre noir (Reign of Terror ou The Black Book), d'Anthony Mann : Pierre Blanchard (fermier)
- 1949 : Bandits of El Dorado (it) : Henchman Tucker
- 1949 : And Baby Makes Three
- 1950 : Singing Guns : Miner
- 1950 : The Vicious Years : Giorgio
- 1950 : Johnny One-Eye : Police detective
- 1950 : Customs Agent : Hank (thug)
- 1950 : Le Cavalier au masque (Return of the Frontiersman) : Evans
- 1950 : Love That Brute : Gangster
- 1950 : Sierra : Jed Coulter
- 1950 : The Iroquois Trail (en) : Sam Girty
- 1950 : Winchester 73 (Winchester '73) : Roan Daley
- 1950 : La Flèche brisée (Broken Arrow) : Mule driver (survivor of wagon train ambush)
- 1950 : Border Treasure (en) : Gang leader Bat
- 1950 : La loi des bagnards (en) (Convicted) de Henry Levin : Tex
- 1950 : The Fuller Brush Girl : Cop
- 1950 : Trafic en haute mer (The Breaking Point) : Gotch
- 1950 : Counterspy Meets Scotland Yard de Seymour Friedman : Larry (a thug)
- 1950 : L'Engin fantastique (The Flying Missile) (The Flying Missile) d'Henry Levin : Air Base civilian security officer
- 1951 : Sierra Passage (it) : Sutter's Creek poker player
- 1951 : Le Môme boule-de-gomme (The Lemon Drop Kid) : Muscleman
- 1951 : Thunder in God's Country (it) : Henchman Breedon
- 1951 : Fort Invincible (Only the Valiant)
- 1951 : Les Nouveaux Exploits de Robin des Bois (Tales of Robin Hood) : Wilfred
- 1951 : Cavalry Scout (it) : Varney
- 1951 : The Texas Rangers (en) : Butch Cassidy
- 1951 : L'Inconnu du Nord-Express (Strangers on a Train) d'Alfred Hitchcock : Det. Hammond
- 1951 : Yukon Manhunt (en) : Benson
- 1951 : Corky of Gasoline Alley : 'Rocky' Bobbie
- 1951 : The Lady Pays Off : Cab driver
- 1951 : Baïonnette au canon (Fixed Bayonets!) : Colonel at headquarters
- 1952 : Appel d'un inconnu (Phone call from a stranger) : Arthur, Bartender
- 1952 : The Treasure of Lost Canyon (it) : Gyppo
- 1952 : L'Ange des maudits (Rancho Notorious) : Whitey
- 1952 : Les Clairons sonnent la charge (Bugles in the Afternoon) : Bill
- 1952 : Bas les masques (Deadline - U.S.A.) de Richard Brooks : Hal
- 1952 : Rose of Cimarron : Henchman
- 1952 : The Pride of St. Louis : Benny (diner manager)
- 1952 : La Madone du désir (The San Francisco Story) : Slade
- 1952 : Desert Pursuit (it) : Kafan
- 1952 : L'Homme à la carabine (Carbine Williams) : Gavrey (prisoner at chain-gang camp)
- 1952 : Le train sifflera trois fois (High Noon) de Fred Zinnemann : Trumbull
- 1952 : Le Shérif de Tombstone : Sgt. Wayne
- 1952 : Back at the Front
- 1952 : Woman in the Dark (en) : 'Dutch' Bender
- 1953 : The Silver Whip : Josh (Red Rock citizen)
- 1953 : Perils of the Jungle (en) de George Blair : Gorman
- 1953 : Ambush at Tomahawk Gap (en) : Burt (Twin Forks bartender)
- 1953 : Goldtown Ghost Riders (it) : Prospector Bailey
- 1953 : Jules César (Julius Caesar) : Carpenter, Citizen of Rome
- 1953 : La Loi du scalp (War Paint) de Lesley Selander : Trooper Charnofsky
- 1953 : La Tunique (The Robe) : Ship's mate
- 1953 : City of Bad Men : Cinch
- 1953 : Règlement de comptes (The Big Heat) : Mark Reiner
- 1953 : La Perle noire (All the Brothers Were Valiant) : George
- 1953 : Vol sur Tanger (Flight to Tangier) : Tirera, International Police
- 1953 : L'Equipée sauvage (The Wild One) : Sage Valley race official
- 1954 : La Patrouille infernale (Beachhead) : Maj. Scott
- 1954 : La Grande nuit de Casanova (Casanova's Big Night) : Mounted guard
- 1954 : Rivière sans retour (River of No Return) : Man in saloon
- 1954 : The Forty-Niners : Ernest 'Ernie' Walker
- 1954 : La Tour des ambitieux (Executive Suite) : Detective
- 1954 : Return from the Sea : Jimmy (cab driver)
- 1954 : Je suis un aventurier (The Far Country) : Skagway miner who spills gold dust
- 1954 : La Dernière Fois que j'ai vu Paris (The Last Time I Saw Paris) : Campbell (Europa News Service)
- 1954 : Cry Vengeance : Red Miller
- 1954 : Le Nettoyeur (Destry) de George Marshall : Cowhand
- 1954 : La Joyeuse parade (There's No Business Like Show Business) : Stage manager
- 1950 : Big Town (série TV) : Lt. Tom Greggory (1954-1955)
- 1955 : Prince of Players : Man who starts clapping
- 1955 : New York confidentiel (New York Confidential) : Shorty
- 1955 : So You Want to Be a Gladiator : Gladiator
- 1955 : An Annapolis Story : Boxing coach
- 1955 : Le Renard des océans (The Sea Chase) : Bos'n
- 1955 : La Maison de bambou (House of Bamboo) : Skipper
- 1955 : Seven Cities of Gold : Juan Coronel
- 1956 : Ghost Town : Doc Clawson
- 1956 : Crépuscule sanglant : Townsman
- 1956 : La Horde sauvage (The Maverick Queen) de Joseph Kane : Loudmouth
- 1956 : Quincannon - Frontier Scout (it) : Sgt. Calvin
- 1956 : La Première balle tue (The Fastest Gun Alive) : Ben Buddy
- 1956 : Guet-apens chez les Sioux (Dakota incident) : Rick Largo
- 1956 : Thunder Over Arizona (it) : Deputy Rand
- 1956 : Collines brûlantes (The Burning Hills) de Stuart Heisler : Bartender
- 1957 : The Sword (TV) : Bouclet
- 1957 : Last of the Badmen (it) : Johnson
- 1957 : Le Brigand bien-aimé (The True story of Jesse James) : Sheriff Hillstrom
- 1957 : Les Loups dans la vallée (The Big Land) : Hagan (livery stable owner)
- 1957 : The Phantom Stagecoach (it) : Harry Farrow
- 1957 : The Lawless Eighties (it) : Art 'Pig' Corbin
- 1957 : Jicop le proscrit (The Lonely Man) d'Henry Levin : Sundown Whipple
- 1957 : The Saga of Andy Burnett (TV) : Mountain man
- 1957 : The Crooked Circle (en) : Larry Ellis
- 1957 : Bombardier B-52 (Bombers B-52) : Security Penetration agent
- 1957 : Sabu and the Magic Ring (en) : Kimal (stable master)
- 1957 : Embrasse-la pour moi (Kiss Them for Me) : Shore Patrol lieutenant
- 1957 : Gunfire at Indian Gap (it) : Leder
- 1957 : Les Plaisirs de l'enfer (Peyton Place) : Army sergeant
- 1958 : Une femme marquée (Too Much, Too Soon) : Crowley
- 1958 : Gang War : Maxie Meadows
- 1958 : Flammes sur l'Asie (The Hunters) : Chief Master Sergeant
- 1958 : A Nice Little Bank That Should Be Robbed : Grayson
- 1959 : Here Come the Jets : Randall
- 1959 : Lock Up (série TV) : Jim Weston (1959-1961)
- 1962 : Bonanza (TV) saison 4 épisode 8 (Le chevalier errant) : Walter Prescott
- 1963 : Cléopâtre (Cleopatra) : Achillas
- 1964 : Le Cirque du docteur Lao (7 Faces of Dr. Lao) : Lucas
- 1965 : Les Quatre fils de Katie Elder (The Sons of Katie Elder) : Hyselman
- 1965 et 1967 : Les Mystères de l'Ouest (The Wild Wild West), de Michael Garrison (série TV)
  - La Nuit des Esprits de Feu (The Night of the Flaming Ghost), Saison 1 épisode 19, de Lee H. Katzin (1965) : John Obediah Brown
  - La Nuit des Tireurs d'élite (The Night of the Surreal McCoy), Saison 2 épisode 23, de Alan Crosland Jr. (1967) : Axel Morgan
- 1966 : Paradis hawaïen (Paradise, Hawaiian Style) : Donald Belden

- 1966  : Commando du désert (The Rat Patrol), Cpl Marston
- 1966  : Au cœur du temps : épisode 7 : La revanche des dieux : Ulysse
- 1966 : Nevada Smith : Uncle Ben McCandles
- 1967 : Winchester 73 (TV) : Jake Starret
- 1967 : The Fastest Guitar Alive : Marshal Max Cooper
- 1968 : Alexander the Great (TV) : Kleitos
- 1968 : La Brigade des cow-boys (Journey to Shiloh) de William Hale : Gen. Braxton Bragg
- 1968 : Braddock (TV) : Lt. McMillan
- 1969 : Cent dollars pour un shérif (True Grit) : Sheriff
- 1969 Le Virginien (TV) saison 7 épisode 26 (The stranger) : Arthur Willis
- 1970 : Patton : Maj. Gen. Lucian K. Truscott
- 1971 : Le Dernier Train pour Frisco (One More Train to Rob) d'Andrew V. McLaglen : le shérif Monte
- 1971 : Big Jake : Texas Ranger Capt. Buck Duggan
- 1971 : Coup double ("The Partners") (série TV) : Capt. Aaron William Andrews (1971-1972)
- 1973 : Un petit Indien (One Little Indian) de Bernard McEveety : Sgt. Waller
- 1975 : Le Dernier des Mohicans (The Last of the Mohicans) (TV) : Chingachook (voix)
- 1976 : Panache (TV) : Treville
- 1976 : Colère froide (Fighting Mad) : Jeff Hunter
- 1978 : Donner Pass: The Road to Survival (TV) : George Donner
- 1978 : The Time Machine (en) (TV) : Sheriff Finley
- 1978 : Greatest Heroes of the Bible (feuilleton TV) : Reuben
- 1983 : Heart of Steel (TV) : Clifford
- 1987 : Off the Mark : Jenell's men